# Неменов, Леонид Михайлович
Леонид Михайлович Неменов  (16 ноября 1905, Берлин — 20 июля 1980, Москва) — советский учёный-физик, доктор технических наук (1949), профессор (1962), академик Академии наук Казахской ССР (1962).

## Биография
Отец — генерал-майор медицинской службы, профессор Михаил Исаевич Неменов (1880—1950), из витебской еврейской купеческой семьи, рентгенолог и организатор здравоохранения. Мать — врач Анна Моисеевна Югенбург (1888, Велиж Витебской губернии — 1969). Дед, Моисей Соломонович Югенбург, был директором еврейского училища в Велиже. Сестра-близнец — художница Герта Михайловна Неменова. Племянник заместителя наркома иностранных дел СССР Николая Николаевича Крестинского и экономиста Залмана (Семёна) Моисеевича Югенбурга.
Окончил Ленинградский государственный университет  в 1929 году.
В 1929—1968 годах — научный сотрудник и работник Ленинградского физико-технического института и Лаборатории № 2 АН СССР (впоследствии Института атомной энергии имени Курчатова Академии наук СССР); занимался научной деятельностью в Институте ядерной физики Академии наук Казахской ССР. В 1963—1968 годах — академик-секретарь физико-математического отделения Президиума АН Казахской ССР, академик-секретарь Президиума АН Казахской ССР (1967—1968). В 1968—1980 годах — начальник Всесоюзного научно-исследовательского института физико-технических и радиотехнических измерений ускорителей.
Основные научные труды — по ядерной физике и технике ускорителей, проводникам и диэлектрикам. Под руководством Неменова в СССР были проведены первые прецизионные измерения дефекта массы на масс-спектрографе (1937) и циклотроне с диаметром полюсов 1200 мм (1946). Разработал и внедрил в производство изохронный циклотрон с регулируемой энергией ионов (1965).

## Награды
- Сталинская премия (1953).
- 2 раза награждён орденом Ленина, Трудового Красного Знамени, 2 ордена «Знак Почёта», медали[3].